# Васил Влахов (Муртино)
Васил Донев Влахов е български възрожденец от Македония и революционер, струмишки деец на Вътрешната македоно-одринска революционна организация и Вътрешната македонска революционна организация.

## Биография
Васил Донев Влахов е роден около 1863 година в струмишкото село Муртино, тогава в Османската империя, днес в Северна Македония. Участва в българското възраждане и заради тази си дейност през 1888 година попада в затвора. Прекарва три години в солунските затвори Беяз куле и Еди куле. Описва това така:
| „ | ...водил съм борба национална, черковна, училищна, вследствие на което съм затворен още 1888 г. в Беяз куле и Еди куле; лежал съм осъден 3 г. затвор. | “ |

През 1900 година постъпва във ВМОРО. Към 1902 година е член на ръководно тяло на организацията.
И след като през 1919 година Струмица става част от Кралството на сърби, хървати и словенци (от 1929 година Югославия), продължава революционната си дейност.
На 30 март 1943 година, като жител на Муртино, подава молба за българска народна пенсия, която е одобрена и пенсията е отпусната от Министерския съвет на Царство България.